# Like a Rolling Stone
Pour les articles homonymes, voir Rolling, Rolling Stones (homonymie) et Stone.
Pistes de Highway 61 Revisited
  Tombstone Blues
Like a Rolling Stone est une chanson de l'auteur, compositeur, et interprète américain Bob Dylan, sortie en 45 tours le 20 juillet 1965 par Columbia Records et figurant en ouverture de l'album Highway 61 Revisited.
Extraite d'un long texte écrit par Dylan au printemps 1965, alors qu'il revient d'une tournée épuisante en Angleterre, la chanson est enregistrée en deux jours, les 15 et 16 juin 1965, durant les sessions consacrées à Highway 61 Revisited. La chanson se distingue par le motif circulaire de Mike Bloomfield à la guitare électrique et celui devenu célèbre qu'Al Kooper improvisa à l'orgue Hammond.
La longueur de la chanson — plus de six minutes — pose d'abord problème : Columbia Records hésite à la sortir en single, jusqu'à ce qu'une copie de la chanson n'attire l'attention dans un club de New-York, puis il faut la demande répétée des auditeurs pour que les radios consentent à la diffuser en entier. Like a Rolling Stone atteint finalement la deuxième place du classement Billboard américain et devient un succès mondial.
Les critiques décrivent la chanson comme révolutionnaire par la combinaison de ses éléments musicaux, le cynisme dans la voix de Dylan et le caractère direct de la question "How does it feel?" dans le refrain. Elle achève la transformation de l'image de Dylan, de celle d'un chanteur folk à une star du rock, et est considérée comme l'une des compositions les plus influentes de la musique populaire d'après-guerre. 
Le magazine Rolling Stone nomme Like a Rolling Stone plus grande chanson de tous les temps en 2004 et en 2010, affirmant : « aucune autre chanson n'a jamais défié et transformé les codes commerciaux et les conventions artistiques de son époque aussi profondément ». Selon l'agrégateur de critiques Acclaimed Music, elle est statistiquement la chanson la plus acclamée de tous les temps. Elle est aussi reprise par de nombreux artistes, de Jimi Hendrix aux Rolling Stones, en passant par les Wailers et Green Day.

## Écriture
Au printemps 1965, alors qu'il venait de rentrer de sa tournée en Angleterre (évoquée dans le film Dont Look Back), Bob Dylan éprouva un vif dépit envers les attentes du public et pour la direction que prenait sa carrière. L'idée de quitter définitivement la scène commençait à poindre dans son esprit. Dans un entretien accordé au magazine Playboy en 1966, il expliqua sa frustration : « Le printemps dernier, j'étais sur le point d'arrêter de chanter. J'étais vraiment épuisé, tout allait mal, tout était monotone et terne. [...] Mais Like a Rolling Stone a changé tout ça. Je me suis retrouvé, je pouvais enfin savoir qui j'étais au plus profond de moi. C'est usant d'entendre d'autres personnes vous dire qui vous êtes alors que dans le même temps, vous êtes incapable de faire de même, de savoir qui vous êtes vraiment. »
Au cours de l'année 1965, Dylan écrit de la prose, des poèmes et de nombreuses chansons, travaillant constamment sur sa machine à écrire, comme en témoignent des photos et des scènes de Dont Look Back tournées au Savoy Hotel de Londres. Mais la genèse de Like a Rolling Stone prit un tour particulier. À l'origine, la chanson se présentait sous la forme d'un long poème, de dix ou vingt pages selon les deux versions que Dylan en donna. À Martin Bronstein d'abord, en février 1966, à Montreal, pour la radio CBC : 

« Je l'ai écrite après avoir arrêté. J'avais littéralement arrêté de chanter et de jouer, et je me suis retrouvé à écrire cette chanson, cette histoire, ce long morceau de vomi d'une vingtaine de pages, et j'en ai tiré Like a Rolling Stone pour en faire un single. Je n'avais jamais rien écrit de tel auparavant et il m'est soudain venu à l'esprit que c'était ce que je devais faire (...) Après avoir écrit cela, je n'étais plus intéressé par l'écriture d'un roman ou d'une pièce de théâtre ou quoi que ce soit (...) Je voulais écrire des chansons, parce que c'était une toute nouvelle catégorie. Je veux dire, personne n'avait jamais vraiment écrit de chansons avant. Vraiment. Je veux dire, les gens l'ont fait par le passé, mais c'étaient des sonnets et des choses simples dans le genre troubadour. »

Puis au journaliste Jules Siegel, en juillet 1966 :

« Ça faisait dix pages de long. Il n'y avait pas de titre, juste un rythme sur le papier à propos de ma haine constamment dirigée vers un point qui était honnête. À la fin, ce n'était plus de la haine, c'était dire quelque chose qu'ils ne savaient pas, leur dire qu'ils avaient de la chance. Revanche, c'est un meilleur mot. Je n'y avais jamais pensé comme à une chanson jusqu'à ce qu'un jour, j'étais au piano et, sur le papier, ça chantait au ralenti "How does it feel ?", à l’extrême ralenti tout en suivant quelque chose. »

Clinton Heylin a supposé que Dylan avait composé ce long texte comme « une possible démarche consciente pour imiter la légendaire version en rouleau de Sur la route de Jack Kerouac ».

## Enregistrement
À l'origine, la chanson est composée à 3/4, mesure la rapprochant d'une valse, mais sera plus tard réécrite à 4/4. Dylan l'enregistre pour la première fois les 15 et 16 juin 1965, au cours de deux sessions produites par Tom Wilson. Parmi les musiciens se trouvent Mike Bloomfield, Al Kooper, Paul Griffin, Josef Mack et Bobby Gregg à la batterie. Griffin, engagé pour jouer de l'orgue, passe au piano, et Kooper, guitariste, se retrouve derrière l'orgue Hammond. Wilson doutait des capacités de Kooper à jouer de cet instrument, mais finit par acquiescer. Durant l'écoute de l'enregistrement, Dylan demande à Wilson de relever le volume de l'orgue. À celui-ci, qui répond : « Hé, ce mec n'est pas organiste », Dylan, agacé, dit : « Hé, ne me dis pas qui est organiste et qui ne l'est pas. Contente-toi de monter le son de l'orgue. » Kooper dira plus tard : « C'est à ce moment-là que je suis devenu organiste ! »
Les deux jours d'enregistrement totaliseront vingt prises, cinq le 15 juin, quinze le lendemain. Ces vingt prises se trouvent détaillées en épilogue du Like a Rolling Stone: Bob Dylan at the Crossroads du critique musical Greil Marcus. La prise n° 4 du second jour sera la bonne, celle qui figure sur Highway 61 Revisited. Toutes sont écoutables depuis 2015 sur la compilation The Bootleg Series Vol. 12: The Cutting Edge 1965–1966. 

## Sujet
Comme le relève Mark Polizzotti, les paroles de Like a Rolling Stone, contrairement à la plupart des tubes de l'époque, « ne parlent pas d'amour, mais de l'inverse ». Elles expriment un ardent désir de revanche. Oliver Trager les résume ainsi : « le sarcasme de Dylan envers une femme tombée en disgrâce et réduite à se débrouiller seule dans un monde hostile et inconnu. » Jusqu'à maintenant, la cible de la chanson, Miss Lonely (« Mademoiselle Solitaire »,« Miss Solitude »,... ), a toujours eu une vie facile, elle a fréquenté les meilleures écoles, a eu des amis haut placés, et s'est montrée indifférente au sort d'autrui. Mais à présent tout a changé, tout est devenu précaire pour elle. « En choisissant la voie de la facilité, Miss Lonely n'a, comme une pierre qui roule, récolté aucune mousse — aucune expérience utile et significative pour construire son identité. » Les premières lignes de la chanson rappellent cette vie d'avant :
| Once upon a time you dressed so fine You threw the bums a dime in your prime, didn't you? | Il fut un temps où tu t'habillais si bien Tu jetais une piécette aux clochards au temps de ta splendeur, n'est-ce pas ? |

Et la première strophe se termine sur ces lignes, tournant en ridicule sa situation actuelle : 
| Now you don't talk so loud Now you don't seem so proud About having to be scrounging for your next meal | Maintenant tu parles moins fort Maintenant tu as l'air moins fière D'avoir à quémander ton prochain repas. |

Selon l'impression de Jann Wenner, cofondateur du magazine Rolling Stone, cette chanson montre aussi, malgré son agressivité, une certaine compassion pour Miss Lonely, et peut exprimer une certaine joie, une liberté dans le dénuement : « Tout a été dépouillé. Tu es seul(e), tu es libre maintenant [...] Tu es si impuissant(e) et tu ne possèdes plus rien. Tu es invisible — tu n'as plus de secrets — c'est tellement libérateur. Tu n'as plus rien à craindre. » C'est là en substance la fin de la chanson :
| When you got nothing, you got nothing to lose You're invisible now, you got no secrets to conceal | Quand t'as rien, t'as rien à perdre T'es invisible maintenant, tu n'as plus de secrets à cacher |

Le refrain, quant à lui, répète le dénuement et la solitude :
| How does it feel How does it feel To be on your own With no direction home Like a complete unknown Like a rolling stone | Qu'est-ce que ça fait ? Qu'est-ce que ça fait ? D'être seule au monde Sans foyer où revenir Comme une parfaite inconnue Comme une pierre qui roule |

Pour Robert Shelton, biographe et proche de Dylan, « Rolling Stone parle de la perte de l'innocence et de la dureté de l'expérience. Les mythes, les faux-semblants et les vieilles croyances tombent pour révéler une réalité très éprouvante. »
L'héroïne de la chanson, cette jeune femme autrefois prospère et tombée dans la misère, reste énigmatique. Une hypothèse classique désigne Edie Sedgwick, célébrité de l'underground new-yorkais et égérie d'Andy Warhol durant l'année 1965, également pressentie comme destinataire de plusieurs chansons de Dylan figurant sur l'album de 1966 Blonde on Blonde. Certains auteurs ont pu réfuter cette hypothèse au prétexte que Dylan et Sedgwick ne se connaissaient pas encore au printemps 1965, quand Dylan écrivit Like a Rolling Stone, ce qui est sans fondement : à l'initiative de Bobby Neuwirth, son grand acolyte d'alors, Dylan rencontra Sedgwick pour la première fois en décembre 1964 à Greenwich Village, mais c'est effectivement une année plus tard, à l'hiver 1965, qu'il la fréquenta régulièrement. Mais un autre argument s'oppose plus sûrement à cette interprétation : au printemps 1965, Sedgwick vient juste de rencontrer Warhol, avec qui elle tournera une dizaine de films dans les mois suivants. Elle est alors sur la pente ascendante de sa célébrité — certes éphémère — et sera désignée « Fille de l'année » en couverture du Life du mois de novembre. Elle n'a donc pas le profil de la jeune femme déchue de Like a Rolling Stone.   
Joan Baez a également été envisagée comme cible possible de la chanson. Baez qui, elle-même, penchait pour Neuwirth...
D'autres ont vu dans ces paroles un sens plus profond. Mike Marqusee a beaucoup écrit sur les conflits de la vie de Dylan à l'époque où il s'éloignait de la grande famille folk et de ses positions contestataires. Il suggère que pour Dylan, fils de Beatty Stone, Like a Rolling Stone est auto-référentielle : « La chanson n'atteint son caractère le plus poignant que lorsqu'on réalise qu'elle se destine, au moins en partie, au chanteur lui-même : c'est lui qui est “sans foyer où revenir” [...] Like a Rolling Stone est à la fois une construction autoglorifiante, un exercice d'esbroufe et une confession d'une étonnante franchise. »
La chanson se distingue aussi par les personnages étonnants qui entourent l’héroïne. Andy Gill rappelle toute l’étrangeté contenue dans les paroles : « Qui, débattaient les fans fascinés, était Miss Lonely, Napoléon en haillons et — le plus étrange de tous — le diplomate qui montait un cheval chromé tout en tenant un chat siamois en équilibre sur son épaule ? Mais que diable se passait-il ici ? » Le diplomate en question, dans le troisième couplet :
| You used to ride on the chrome horse with your diplomat Who carried on his shoulder a Siamese cat Ain't it hard when you discover that He really wasn't where it's at After he took from you everything he could steal | Tu chevauchais un cheval de chrome avec ton diplomate Qui portait sur son épaule un chat siamois N’est-ce pas dur de découvrir Qu’il n’était pas vraiment là où il faut Une fois qu’il t’a pris tout ce qu’il pouvait ? |

Une interprétation a été formulée en 2021 dans l’essai de Jean-Michel Buizard, Like a Rolling Stone Revisited : Une relecture de Dylan, qui éclaire de façon inédite l’identité possible de Miss Lonely et consorts. L’idée centrale est qu’en 1965, le jeune Dylan reste secrètement hanté par le country blues, qui constitue la trame de son premier album (Bob Dylan, 1962) et dont il dira en 2004 dans ses Chroniques : « il était mon double ». La chanson se conçoit alors comme un récit mi-historique mi-imaginaire dans lequel le vieux blues, jadis souverain dans les campagnes du Sud, entouré de ses serviteurs, les bluesmen, se retrouve seul et abandonné dans les années 1940, quand ces mêmes bluesmen, suivant la grande vague migratoire de la population noire, partirent pour les villes du Nord et y fondèrent un blues moderne, électrifié et vidé de ses racines. Miss Lonely est ainsi « une allégorie du country blues ».
Muddy Waters, auteur en 1950 d’un blues bien connu intitulé Rollin' Stone est emblématique de cette grande histoire du blues. C’est lui que l’on retrouve en « diplomate » portant à l’épaule sa guitare (le « chat siamois »), dans le train (le « cheval de chrome ») qui l’emmena à Chicago en 1943, là où il transforma le blues de son enfance en un blues urbain qui fit sa renommée (« il t’a pris tout ce qu’il pouvait »). D’autres bluesmen légendaires apparaissent dans la chanson : vraisemblablement Blind Lemon Jefferson en « vagabond mystérieux » dans le deuxième couplet et Robert Johnson, « Napoléon en haillons », dans le dernier.

## Parution
Like a Rolling Stone est sorti en 45 tours le 20 juillet 1965. En dépit de sa longueur — deux fois celle du maximum préconisé par les radios à l'époque —, elle devint le plus grand succès de Dylan jusqu'alors, restant dans les charts américains pendant trois mois et atteignant la deuxième place, derrière Help! des Beatles.
Sur le vinyle de promotion utilisé par les animateurs radios, la chanson occupait les deux faces et se trouvait donc coupée en deux. Les animateurs qui voulaient la passer en entier étaient obligés, en direct, de retourner le disque,. Alors que de nombreuses radios refusaient de passer la chanson en entier du fait de sa longueur, elles furent finalement obligées de se plier à la demande des auditeurs,. Cette anecdote contribua à la popularité de l'œuvre et l'aida à atteindre cette deuxième place aux États-Unis quelques semaines après sa sortie. Pour atténuer les réticences, les premiers exemplaires du single mentionnaient une durée de 5 minutes et 59 secondes au lieu des 6 minutes et 9 secondes réelles.
La chanson atteignit également le Top 10 de nombreux autres pays, parmi lesquels le Canada, l'Irlande, les Pays-Bas, et le Royaume-Uni,,,.
Dylan l'interpréta en public pour la première fois lors de son passage controversé au festival de Newport, le 25 juillet 1965. Highway 61 Revisited parut à la fin du mois d'août, et dans la tournée qui s'ensuivit, Like a Rolling Stone concluait tous les concerts, à de rares exceptions près, jusqu'à la fin de sa tournée mondiale de 1966, ainsi que lors de sa reprise des concerts en 1974 avec The Band.
Outre Highway 61 Revisited, cette chanson est apparue en version originale sur trois compilations de Dylan : Bob Dylan's Greatest Hits, Biograph et The Essential Bob Dylan. On en trouve des versions live sur les albums Self Portrait, Before the Flood, Bob Dylan at Budokan, MTV Unplugged, The Bootleg Series Vol. 4: Bob Dylan Live 1966, The "Royal Albert Hall" Concert, The Real Royal Albert Hall 1966 Concert, The Bootleg Series Vol. 7: No Direction Home: The Soundtrack, ainsi que sur de nombreux bootlegs.

## Reprises
De nombreux artistes ont repris Like a Rolling Stone, parmi lesquels The Wailers, The Turtles, Johnny Thunders, The Four Seasons, The Rascals, Cher, Judy Collins, U2, Spirit, Anberlin, Johnny Winter, The Creation, Randy Bachman–Burton Cummings, Timothée Chalamet, Undisputed Truth, John Mellencamp, et Green Day. Inévitablement, les Rolling Stones, dont le nom vient du blues de Muddy Waters, se sont joints à la liste en 1995 ; leur reprise est sortie en 45 tours et figure sur l'album Stripped.
Jimi Hendrix interpréta la chanson lors du festival de Monterey, avec son groupe The Jimi Hendrix Experience. Hendrix admirait Dylan et aimait tout particulièrement cette chanson. « Elle me donne l'impression que je ne suis pas le seul à être tombé si bas », déclara-t-il. Dans cette version écourtée, il saute le troisième couplet. Greil Marcus en décrit l'atmosphère : « De lourds accords enflamment le début de chaque strophe comme des nuages d'orage ; le rythme est lancinant, avec la voix profonde et traînante d'Hendrix ne ressemblant en rien à la tempête de poussière du Midwest qu'est Dylan. »
Le titre a également été adapté dans de nombreuses langues. En français par Hugues Aufray en 1995 : Comme des pierres qui roulent (sur le double album Aufray Trans Dylan). Lars Winnerbäck a interprété le titre en suédois, intitulé Som en hemlös själ (« Comme une âme perdue »). Articolo 31 a enregistré une version italienne intitulée Come una Pietra Scalciata pour son album de 1998 Nessuno : un rap de trois couplets et quatre minutes et demie, avec, dans le refrain, un chœur féminin faisant écho à la voix originale de Dylan. « Finalement, a écrit Marcus, le sentiment donné est que le Dylan capturé dans l'enregistrement ne demande pas comment ça va mais ce que cela veut dire — et on peut entendre les femmes s'adresser directement à lui, comme si la chanson était maintenant la leur autant que la sienne. »

## Influence
La musique de Like a Rolling Stone fut jugée révolutionnaire, combinant guitare électrique, orgue et la voix de Dylan, gouailleuse, cynique et acerbe. Le critique Michael Gray décrit le titre comme « un amalgame chaotique de blues, d'impressionnisme, d'allégories et d'intense franchise dans le refrain ». Le titre a eu une énorme influence sur la culture populaire et le rock. Ce succès fit de Dylan une idole de la pop, comme Paul Williams l'écrivit : 

« Dylan était déjà célèbre, était déjà le centre d'attention depuis un bout de temps. Mais maintenant il plaçait la barre plus haut encore. Il est devenu dans le même temps une pop star et une folk star... et fut, plus que les Beatles, une icône publique des changements importants, culturels, politiques et générationnels à l'œuvre aux États-Unis et en Europe. Il était vu par beaucoup comme – et il devint d'une certaine manière – un leader. »

Le producteur Paul Rothchild, producteur des cinq premiers albums des Doors, se souvient de l'euphorie qui suivit l'événement : un artiste américain avait réalisé un titre et un album qui rivalisaient avec la suprématie jusque-là incontestée des groupes de la British Invasion. Il déclara : « J'ai réalisé tout à coup, assis là, qu'un de ces soi-disant hippies de Greenwich Village pouvait maintenant rivaliser avec eux – les Beatles, les Rolling Stones et les Dave Clark Five – sans pour autant sacrifier ni l'intégrité du folk ni le pouvoir du rock ». 
Le titre eut une énorme influence sur Bruce Springsteen, âgé de 15 ans quand il l'entendit pour la première fois. Springsteen décrit cet instant lors de son discours introductif de Dylan au Rock and Roll Hall of Fame en 1988. Il souligne également toute l'importance de Like a Rolling Stone :

« La première fois que j'ai entendu Bob Dylan, j'étais dans la voiture avec ma mère et j'écoutais WMCA, et j'ai entendu ce coup de caisse claire comme si quelqu'un avait ouvert la porte de votre esprit... De la même manière qu'Elvis a libéré votre corps, Dylan a libéré votre esprit, et nous a montré qu'une musique peut être physique sans être anti-intellectuelle. Il a eu la vision et le talent de faire une chanson pop pouvant contenir le monde entier. Il a inventé une nouvelle façon de sonner pour un chanteur pop, il a dépassé les limites de ce qu'un enregistrement pouvait accomplir et il a changé le visage du rock'n'roll pour toujours et à jamais,. »

Les contemporains de Dylan furent à la fois surpris et interpellés par le titre. Paul McCartney se souvient qu'il allait écouter cette chanson chez John Lennon : « Ça semblait durer éternellement. C'était tout simplement magnifique… Il nous a montré à tous qu'il était possible d'aller un peu plus loin. » Frank Zappa eut une réaction plus extrême : « Quand j'ai entendu Like a Rolling Stone, j'ai voulu tout arrêter, parce que je me disais : “Si ça marche et si tout se déroule comme ça doit se dérouler, je n'ai plus rien à rajouter…” Mais ça ne s'est pas déroulé comme prévu. Ça s'est vendu, mais personne n'a répondu à l'appel, personne n'a réagi comme il se devait. » Quarante ans plus tard, en 2003, Elvis Costello fit un commentaire sur la qualité et le caractère profondément novateur du titre : « Quel choc c'était de se dire que l'on vivait dans un monde où on pouvait trouver Manfred Mann et les Supremes et Engelbert Humperdinck, et d'un coup arrive Like a Rolling Stone ! ».
Bien que CBS ait d'abord pressé le titre sur les deux faces d'un 45 tours, Dylan et ses fans exigèrent que les six minutes du morceau soient gravées sur la même face et que les stations de radio le jouent en entier. Le succès de Like a Rolling Stone joua un grand rôle en modifiant la convention selon laquelle les singles devaient durer moins de trois minutes. Le casting surréaliste de la chanson et l'intensité verbale de Dylan représentaient également un événement nouveau dans le Top 10 singles. Selon le magazine Rolling Stone : « Aucune autre chanson pop n'a changé de manière aussi pleine et aussi absolue les lois commerciales et les conventions artistiques de cette époque-là, et pour toujours. »
Un demi-siècle après sa sortie, le succès de Like a Rolling Stone demeure. Un classement paru en 2002 dans le journal Uncut et un sondage paru en 2005 dans Mojo classent le titre de Dylan à la première place. En 1989, le magazine Rolling Stone plaça le titre à la deuxième place des « meilleurs singles des 25 dernières années », puis à la première place de son classement « The 500 Greatest Songs of All Time » en 2004. Selon le site Acclaimed Music, qui effectue une synthèse de nombreux classements de ce type, cette chanson est « la plus acclamée de tous les temps par la critique ». En 1995, Like a Rolling Stone est sélectionnée par le Rock and Roll Hall of Fame, comme l'une des « 500 chansons qui ont façonné le rock 'n' roll ». En 1998, elle reçoit le Grammy Hall of Fame Award.
Le manuscrit du texte de la chanson a été vendu aux enchères plus de deux millions de dollars en 2014.
En 2015, Sébastien Pouderoux et Marie Rémond mettent en scène à la Comédie-Française Comme une pierre qui…, d'après Greil Marcus,,.

## Charts
| Chart (1965)               | Top position |
| -------------------------- | ------------ |
| Canadian RPM Singles Chart | 3            |
| Dutch Top 40               | 9            |
| German Singles Chart       | 13           |
| Irish Charts               | 9            |
| UK Singles Chart           | 4            |
| US Billboard Hot 100       | 2            |